# Tony Gonzales

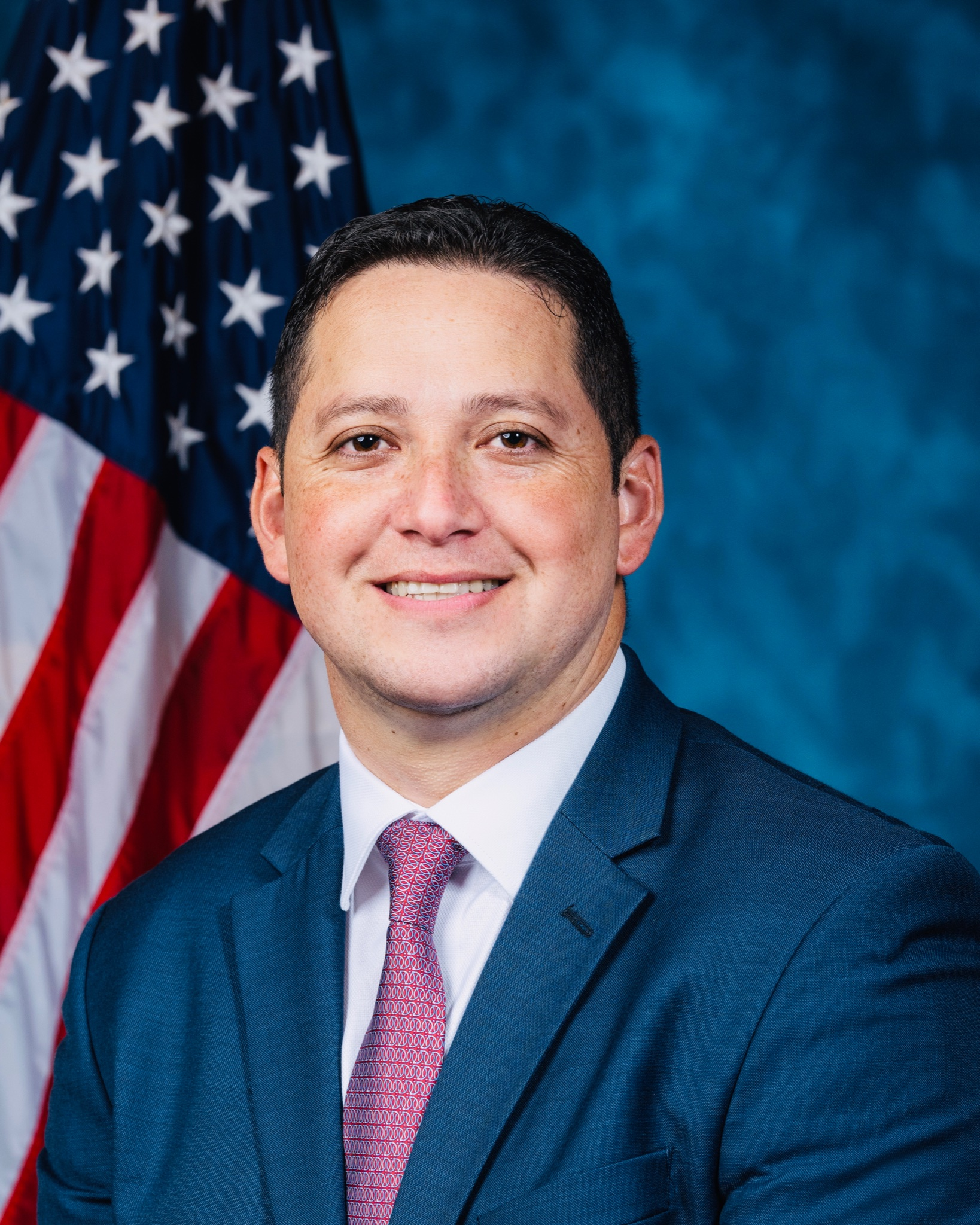
Tony Gonzales (2020)

Ernest Anthony Gonzales II (* 10. Oktober 1980 in Alabama) ist ein US-amerikanischer Politiker der Republikanischen Partei. Seit Januar 2021 vertritt er den 23. Distrikt des Bundesstaats Texas im US-Repräsentantenhaus.

## Leben
Gonzales besuchte die Thomas Edison High School in San Antonio. Im Anschluss studierte er an der Chaminade University in Honolulu, das er mit einem Associate of Arts beendete. Er studierte weiter am Excelsior College (heute Excelsior University) in Albany (New York), an der er einen Bachelor of Science erlangte. Den Master of Arts in Internationalen Beziehungen erreichte Gonzales an der American Public University in Charles Town (West Virginia). Zwischenzeitlich war er auch an der, in Washington, D.C. residierenden, Georgetown University eingeschrieben. Aktuell studiert er nebenbei noch an der University of Southern Mississippi in Hattiesburg. Von 1999 bis 2019 diente er in der US Navy als Kryptograph. Derzeit ist er auch Assistant Professor an der University of Maryland in College Park (Maryland), circa 15 km nördlich von Washington, D.C.
Er ist verheiratet und hat mit seiner Frau Angel sechs Kinder.

## Politische Karriere
Politisch schloss sich Gonzales der Republikanischen Partei an. Zwischen 2016 und 2017 arbeitete er als Legislative Fellow der US Navy für Marco Rubio. 2018 wurde er als National Security Fellow für den Think Tank Foundation for Defense of Democracies ausgewählt. In der Wahl 2020 bewarb er sich um den 23. Kongresswahlbezirk von Texas im Repräsentantenhaus der Vereinigten Staaten. Will Hurd, der den Distrikt bis dahin vertrat, hatte sich gegen eine weitere Amtszeit entschieden. In der Stichwahl der republikanischen Vorwahl besiegte er seinen Mitbewerber Raul Reyes Jr. mit einem hauchdünnen Vorsprung von nur 45, bei insgesamt 24.639 gültigen Stimmen. In der Hauptwahl am 3. November traf er auf die Demokratin Gina Ortiz Jones, sowie den Vertreter der Libertarian Party, Beto Villela. Er konnte die Wahl mit 50,6 %, und damit rund vier Prozent Vorsprung, gewinnen. Die Primary (Vorwahl) seiner Partei für die Wahlen 2022 am 1. März konnte er mit 78,7 % deutlich gewinnen. Er trat am 8. November 2022 gegen John Lira von der Demokratischen Partei und den unabhängigen Francisco Lopez an und gewann die Wahl mit 55,9 %.
Am 24. Mai 2022 kam es in Tony Gonzales Wahlkreis zum Amoklauf an der Robb Elementary School in Uvalde. Er stimmte in der Folge für eine Verschärfung des Waffenrechts. Im März 2023 wurde er für dieses Votum, seine Unterstützung der Registrierung von gleichgeschlechtlichen Ehen und andere Abweichungen von einer konservativen Parteilinie, von der Republikanischen Partei von Texas offiziell gerügt. Bei der Vorwahl für die Wahlen 2024 hatte er in der Folge der Rüge vier Herausforderer. Gonzales konnte sich im ersten Wahlgang nicht die absolute Mehrheit sichern und musste sich dem Youtuber Brandon Herrera in einer Stichwahl stellen. Herrera machte Gonzales Stimme für Waffenkontrolle zum zentralen Wahlkampfthema. Er setzte er sich in der Stichwahl wie vier Jahre zuvor nur sehr knapp durch und besiegte Brandon Herrera mit nur 354 Stimmen Vorsprung bei 29.692 gültigen Stimmen. In der Hauptwahl erhielt Gonzales 62,3 % der Stimmen. Seine dritte Legislaturperiode im Repräsentantenhaus des 119. Kongresses läuft noch bis zum 3. Januar 2027.

### Ausschüsse
Gonzales ist aktuell Mitglied in folgenden Ausschüssen des Repräsentantenhauses:
- Committee on Appropriations
  - Commerce, Justice, Science, and Related Agencies
  - Military Construction, Veterans Affairs, and Related Agencies
  - Transportation, and Housing and Urban Development, and Related Agencies
- Committee on Homeland Security
  - Border Security and Enforcement
  - Counterterrorism, Law Enforcement, and Intelligence

Außerdem ist er Mitglied im Republican Study Committee sowie sieben weiteren Caucuses.